# Blå kärrhök
Blå kärrhök (Circus cyaneus) är en fågel i familjen hökar inom ordningen hökfåglar. Den häckar i våtmarker och jordbrukslandskap i norra delarna av Europa och Asien. Fågeln minskar i antal, men beståndet anses ändå vara livskraftigt globalt. I Sverige kategoriseras den dock som nära hotad. Tidigare behandlades amerikansk kärrhök (Circus hudsonicus) som underart till blå kärrhök, men urskiljs numera oftast som egen art.

## Utseende

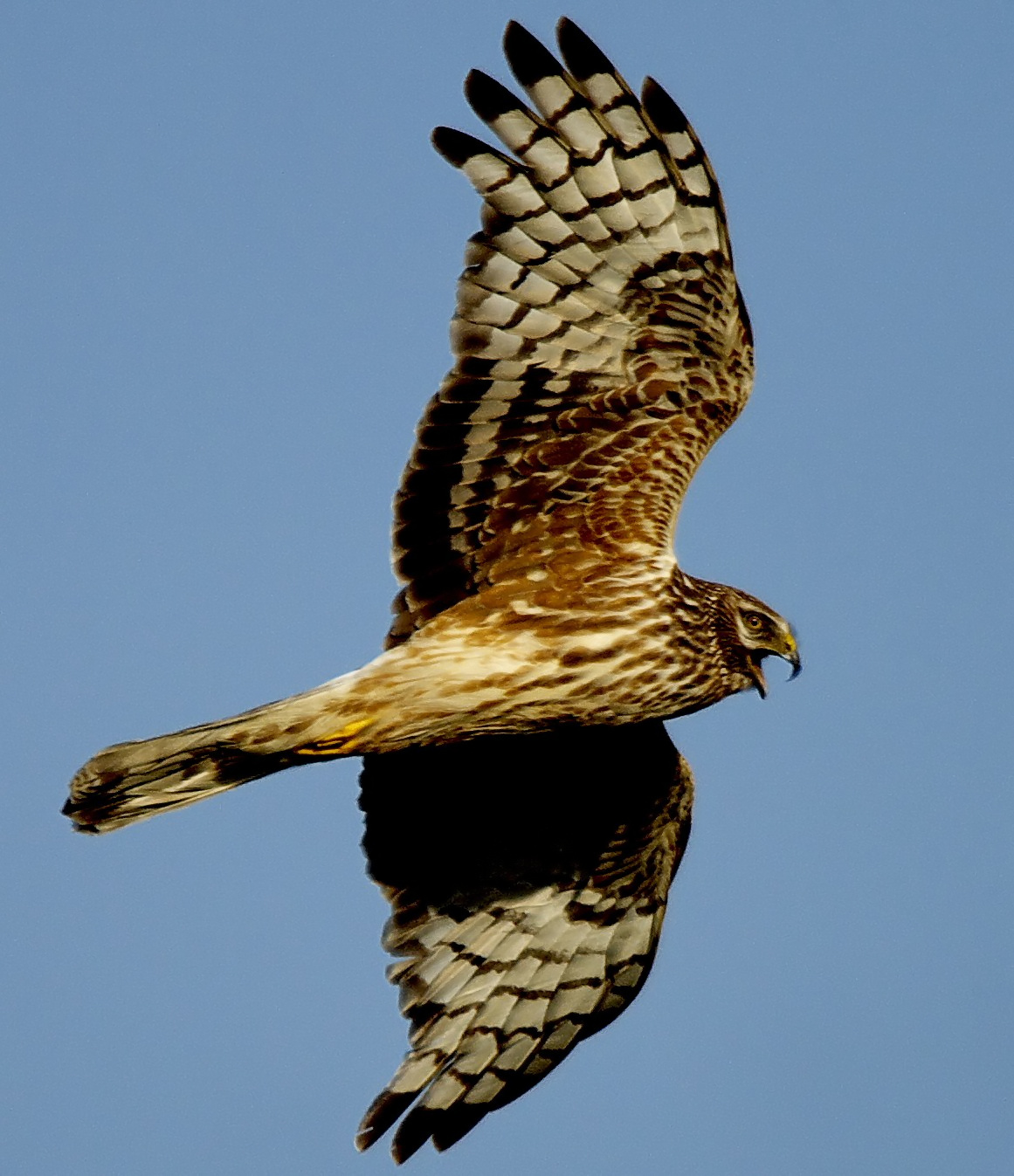
Adult hona fotograferad i juli i Skottland.

Blå kärrhök har en typisk kärrhöksprofil med långa, ganska smala vingar och ganska lång stjärt. Likt andra arter i släktet håller den vingarna i en V-ställning när den glidflyger nära marken. Den är en stor kärrhök som mäter 42–55 cm och har ett vingspann på 97–118 cm. Den adulta hanen är ljust blågrå på ovansidan, ljusare på undersidan och har svarta vingspetsar. Honan och juvenilen är brungrå, har en vit, ostreckad övergump och en ljusare brunstreckad undersida. Eftersom det kan vara svårt att könsbestämma juvenila individer och ibland även åldersbestämma adulta honor kallas denna brunaktiga dräkt för "honfärgad" fast de alltså även omfattar juvenila hanar. En morfologisk skillnad är färgen på iris, där unga individer har ljus och adulta har mörk.
Arten är lik stäpphök och ängshök men skiljer sig i flykten på bredare vingar samt kortare och fylligare hand med fem utskickande handpennor på vingspetsen istället för fyra. Hanen har skarpt avsatt blågrått bröst och mörk bakkant på vingen.
Amerikansk kärrhök, tidigare behandlad som underart till blå kärrhök, är mycket lik men kastanjefärgat streckad, bandad och fläckad på bröst, buk och flanker. Vidare övergår vingovansidans blågrå färg mjukt över i de svarta vingspetsarna, jämfört med blå kärrhökens mer distinkt avgränsade. Honan är mycket lik blå kärrhök-honan men är något mörkare under. Ungfågeln skiljer sig dock kraftigt genom att vara mycket mer rödbrun och mindre streckad än motsvarande dräkt hos blå kärrhöken.

## Läte
Spellätet under häckningstid som yttras i flykten består av en snabb och studsande ramsa, "tjuck-uck-uck-uck-uck", likt dvärgmåsens varningsläte. Honan visslar pipigt och tunt, "piih-e", när hanen kommer med ett byte. Varningslätet är från honan snabba och kvittrande "tjit-it-it-it-et-it-et-it-et...", från hanen rakare "tjek-ek-ek-ek".

## Utbredning och systematik
Den blå kärrhöken är en flyttfågel som häckar över de nordliga delarna av Europa och Asien. Vintertid flyttar de palearktiska bestånden till sydligare områden i Europa, norra Afrika och tempererade Asien och förekommer som längst norrut i södra Sverige och norra Storbritannien. I de mildare häckningsområdena, som Frankrike och Storbritannien, kan arten uppträda året om.

### Förekomst i Sverige

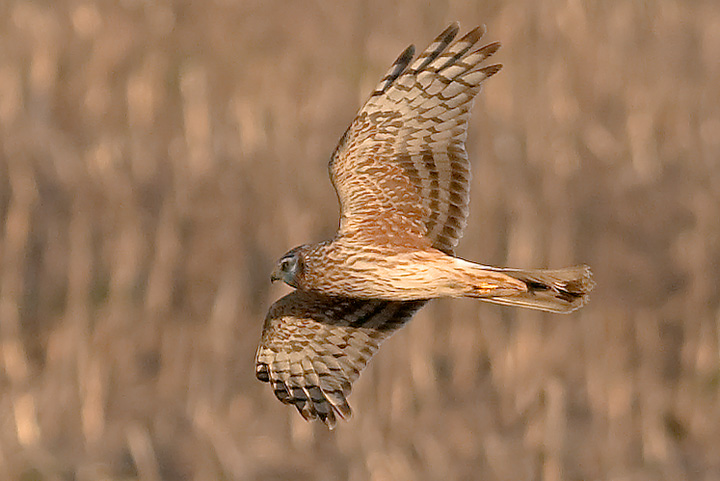
Honfärgad. Förmodligen juvenil hane. Notera bland annat ljus iris.

I motsats till den bruna kärrhöken är blå kärrhök huvudsakligen en nordlig fågel i Sverige, främst i Norr- och Västerbotten samt Lappland, tidvis även i Ångermanland, Jämtland och Medelpad. I södra och mellersta Sverige häckade den förut regelbundet i vassjöar och på mossar, men i början av 1960-talet slogs den ut. Under 1970-talet återkom den och häckade ett antal år på Öland, men försvann sedan igen. Den senaste fasta förekomsten i södra Sverige fanns i Hornborgasjön i Västergötland, fram till mitten av 1990-talet. Under vintern flyttar den till södra eller västra Europa, ibland bara till södra Sverige.

### Släktskap

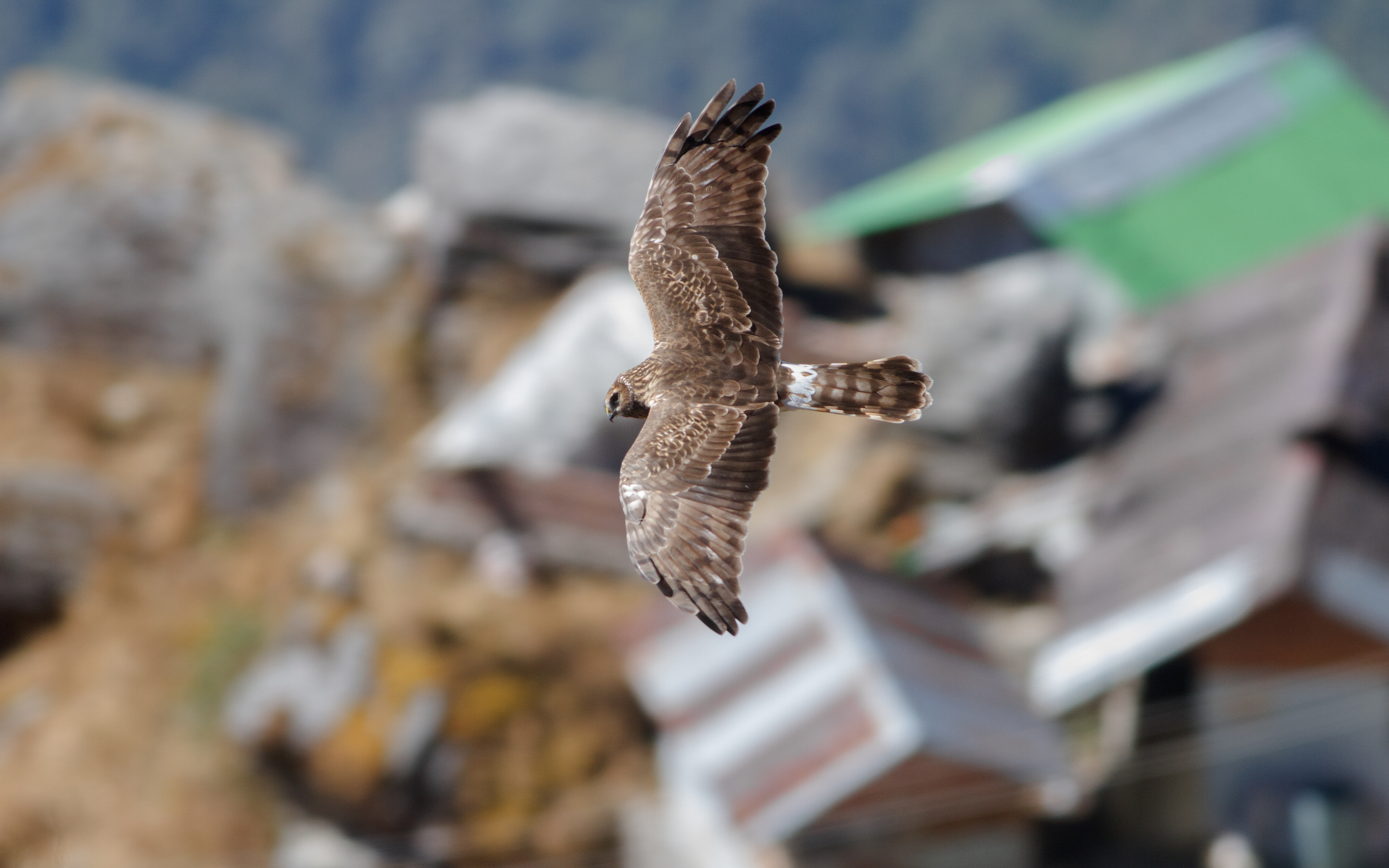
Honfärgad. Notera de mörka armpennorna, den rundade vingspetsen med fem vingpennor, den tvärbandade stjärten och den vita obandade övergumpen.

Tidigare betraktades amerikansk kärrhök (Circus hudsonicus) som en underart till blå kärrhök, men skiljer sig betydande i läten, utseende, morfologi och ekologi. DNA-studier visar dessutom att dess närmaste släkting är den sydamerikanska arten grå kärrhök (Circus cinereus). Den behandlas därför idag som egen art.
Denna trio är närmast släkt med artparet stäpphök och sydafrikanska svart kärrhök (Circus maurus), medan ängshöken är mer avlägset släkt, närmare artkomplexet kring brun kärrhök.
Genetiska studier visar vidare att kärrhökarna är inbäddade i höksläktet Accipiter så som det är traditionellt är konstituerat. De står faktiskt närmare duvhöken genetiskt än vad den senare står nära sparvhöken. Det medför att antingen bör de distinkta kärrhökarna inkluderas i Accipiter eller så bör Accipiter delas upp i flera mindre släkten. Inga internationella taxonomiska auktoriteter har dock ännu implementerat resultaten från studierna i deras taxonomier.

## Ekologi

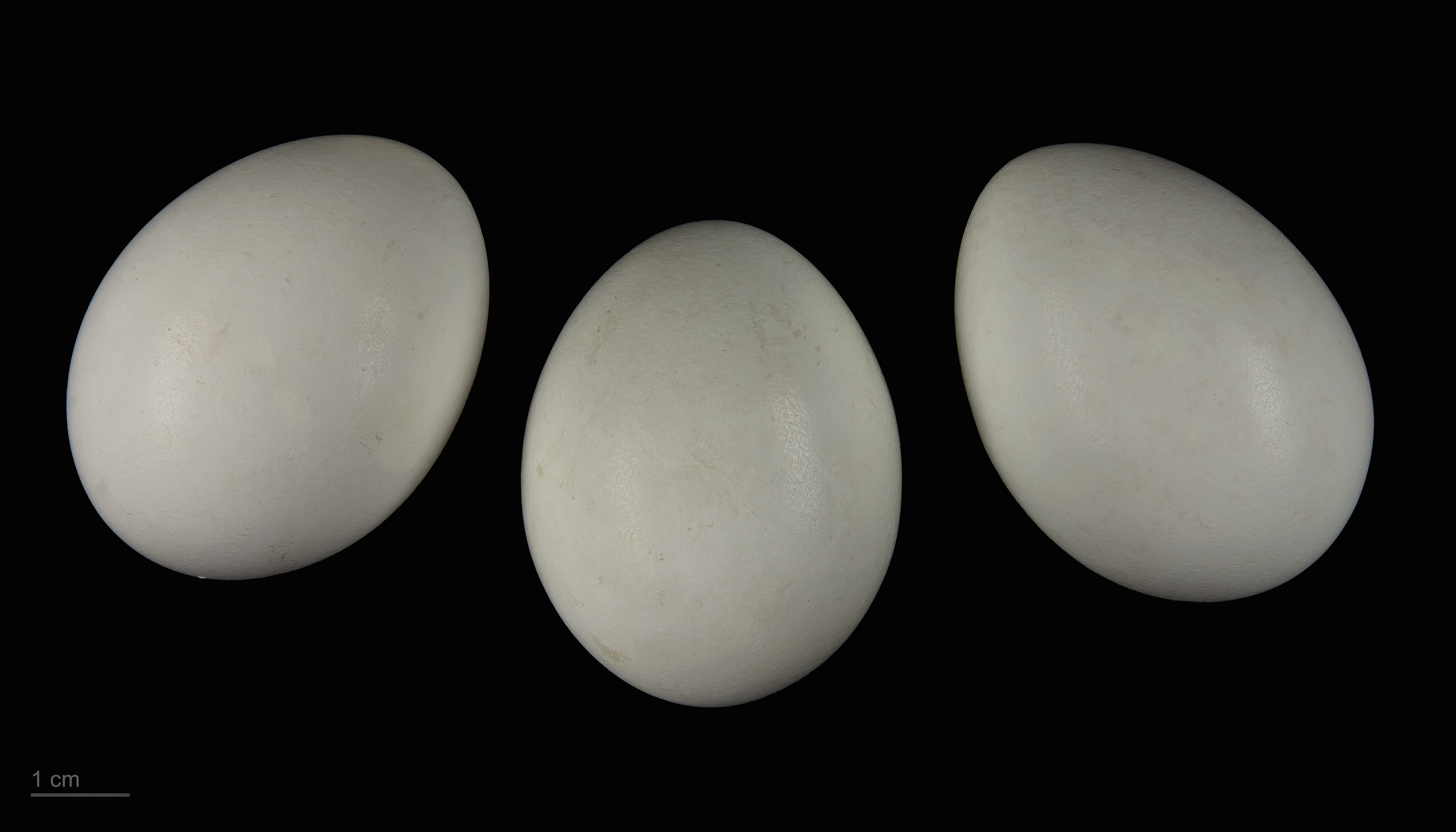
Ägg från blå kärrhök.

Blå kärrhök är en rovfågel som häckar i hedlandskap och våtmarker, men även i odlingsbygd i Eurasien. Den placerar sitt bo direkt på marken och lägger i genomsnitt fyra till sex vitaktiga ägg per häckningssäsong. Vintertid förekommer den i öppna biotoper och kan då övernatta i grupp, ofta med stenfalk och brun kärrhök. Den blå kärrhöken jagar små däggdjur och fåglar genom överraskningsattacker, genom att långsamt glida över fält och hedar. Under födosöket ger den ofta ifrån sig läten.

## Blå kärrhök och människan

### Status och hot
Den blå kärrhöken har ett mycket stort utbredningsområde som uppskattas till över 1–20 miljoner kvadratkilometer och dess globala population uppskattas till mellan 100 000 och 500 000 häckande individer. Populationstrenden är negativ men inte tillräckligt stor för att arten ska bedömas som hotad, och bedöms därför som livskraftig (LC) av internationella naturvårdsunionen IUCN. Arten minskade med 30 % i Finland 1990–2000 (1500–3500 par), under samma tidsperiod även i Estland, Lettland och Polen. I Europa tros det finnas  30 000–54 400 häckande honor.

#### Status i Sverige
Beståndet av blå kärrhök i Norrland har minskat betydligt sedan 1980-talets mitt, troligen på grund av födobrist. Lokalt kan även exploatering vid mossar och myrar påverkat. Försvinnandet från södra Sverige sammanfaller med kvicksilverkatastrofen som drabbade arter knutna till jordbrukslandskapet. Olikt andra arter har den av oklart anledning dock inte återkommit. Möjligen kan förändrade jordbruksmetoder och konkurrens med den allt vanligare bruna kärrhöken ha varit bidragande.
Idag anses det svenska beståndet vara stabilt och uppskattas utgöras av mellan 1 400 och 2 000 reproduktiva individer. I 2005 års upplaga av Artdatabankens rödlista togs den upp som sårbar (VU) men 2010 hade hotstatusen nedgraderats till nära hotad (NT). Den statusen behåller blå kärrhök i den senaste rödlistan från 2020.

### Namn
Tidigare har blå kärrhök även kallats "hedhök" och "blåhök". Det senare namnet föreslogs först av Carl J. Sundevall.

### I kulturen
Blå kärrhök är Västerbottens landskapsfågel.